# Andrés Roldán
Pour les articles homonymes, voir Roldán.
Andrés Faustino Roldán Cordero (né le 28 février 1950) est un footballeur cubain des années 1970 et 1980 évoluant au poste de milieu de terrain.
Ses deux fils Andrés Roldán Jr. (né en 1973) et Edel Roldán (né en 1988) sont également footballeurs, le premier ayant porté le maillot de l'équipe de Cuba dans les années 1990.

## Biographie

### Carrière en club
Champion de Cuba à deux reprises avec le FC Azucareros dans les années 1970, il finit meilleur buteur du championnat en 1984 (14 buts marqués) sous le maillot du FC Cienfuegos, club avec lequel il est sacré l'année suivante avec 13 buts marqués au cours de la saison régulière, avant de tirer sa révérence en 1990.

### Carrière en équipe nationale
Roldán fait partie d'une génération dorée de joueurs cubains disputant le tournoi de football des Jeux olympiques deux fois d'affilée en 1976 et 1980 (où il marque un but face à la Zambie). Il participe également aux tournois de qualification des Coupes du monde de 1978 et 1982 (14 matchs disputés en tout pour 2 buts marqués).
Au niveau régional, il figure dans l'équipe disputant la 5e édition de la Coupe des nations de la CONCACAF en 1971, mais c'est à l'occasion des Jeux d'Amérique centrale et des Caraïbes qu'il se distingue en remportant trois médailles d'or consécutives en 1970, 1974 et 1978.

#### Buts en sélection
Source consultée: www.soccer-db.info.
| Buts en sélection d'Andrés Roldán | Buts en sélection d'Andrés Roldán | Buts en sélection d'Andrés Roldán                    | Buts en sélection d'Andrés Roldán | Buts en sélection d'Andrés Roldán | Buts en sélection d'Andrés Roldán | Buts en sélection d'Andrés Roldán |
|                                   | Date                              | Lieu                                                 | Adversaire                        | Score                             | Résultat                          | Compétition                       |
| --------------------------------- | --------------------------------- | ---------------------------------------------------- | --------------------------------- | --------------------------------- | --------------------------------- | --------------------------------- |
| 1.                                | 23 novembre 1971                  | Queen's Park Oval, Port of Spain (Trinité-et-Tobago) | Honduras                          | 2-0                               | 3-1                               | CONCACAF Championship 1971        |
| 2.                                | 11 décembre 1976                  | Stade Sylvio-Cator, Port-au-Prince (Haïti)           | Haïti                             | 0-1                               | 1-1                               | Élim. CM 1978                     |
| 3.                                | 30 novembre 1980                  | Cricket Ground, Linden (Guyana)                      | Guyana                            | 0-3                               | 0-3                               | Élim. CM 1982                     |

## Palmarès(joueur)

### En club
| FC Azucareros - Championnat de Cuba (2) : - Champion : 1974 et 1976. |  | FC Cienfuegos - Championnat de Cuba (1) : - Champion : 1985. - Meilleur buteur : 1984 (14 buts). |

### En équipe nationale
Cuba
- Jeux d'Amérique centrale et des Caraïbes (3) :
  - Vainqueur : 1970, 1974 et 1978.
- Jeux panaméricains : 
  - Finaliste : 1979.